# 268年
| 千纪： | 1千纪                                                                                           |
| 世纪： | 2世纪 \| 3世纪 \| 4世纪                                                                         |
| 年代： | 230年代 \| 240年代 \| 250年代 \| 260年代 \| 270年代 \| 280年代 \| 290年代                       |
| 年份： | 263年 \| 264年 \| 265年 \| 266年 \| 267年 \| 268年 \| 269年 \| 270年 \| 271年 \| 272年 \| 273年 |
| 纪年： | 戊子年（鼠年）；东吴宝鼎三年；西晋泰始四年                                                      |

## 大事记
- 晋贾充等上所修律令。[1]
- 晋之青州、徐州、兖州、豫州大水。[2]
- 吴遣施绩进攻晋之江夏，万彧进攻襄阳，丁奉进攻合肥，均败退。[3][4]
- 扶南国、林邑国遣使至晋。[5]

- 麓山寺建立。
- 羅馬帝國皇帝加里恩努斯的騎兵司令奧勒略發動叛變，皇帝被圍困於米蘭，遭身邊親信謀殺，由帝國最高將領克勞狄二世繼任。

## 各国领袖

### 亞洲
- 中國
  - 西晋皇帝：晋武帝司马炎（265年－290年）
  - 孙吴皇帝：吴末帝（乌程侯）孙皓（264年－280年）
- 拓跋部 - 拓跋力微, 鲜卑大人（219年－277年）
- 日本- 神功皇后（攝政，200年－270年）
- 朝鲜半岛（朝鲜三国时代）
  - 百济 - 古尔王，百济王 （234年－286年）
  - 伽耶 - 麻品王，伽耶君主（259年－291年）
  - 高句丽 - 中川王，高句丽王（248年－270年）
  - 新罗 - 味邹尼師今，新罗王（262年－284年）
- 亚美尼亚- 梯里达底三世，亚美尼亚王（252年－287年）
- 伊比利亚 - Aspacures一世，伊比利亚国王（265年－284年）
- 贵霜帝国 - Kanishka三世，贵霜君主（265年－270年）
- 巴克特里亞与健馱邏國- Hormizd一世（265年－295年）
- 波斯萨珊王朝 - 沙普尔一世，波斯国王（241年－272年）
- 印度笈多王朝 - 室利笈多（英语：Gupta (king)），笈多国王（240年－280年）
- 泰米尔哲罗王朝 - Perumkadungo（257年－287年）
- 西薩特拉普王朝- Rudrasen二世（256年－278年）

### 欧洲
- 罗马帝国 - 
  1. 加里恩努斯，罗马皇帝（253年－268年）
  2. 克劳狄二世，罗马皇帝（268年－270年）
  3. 奥雷奥路斯，（268年，自立者）
- 帕米拉王國 - 
  - Vaballathus（267年－272年）
  - 芝诺比娅（摄政，267年－272年）
- 高卢帝国 - 
  1. 波斯杜穆斯，（260年－268年）
  2. 里伊利勒斯，（268年上半）
  3. 马维斯，（268年）
  4. 韦图维士，（268年－270年）

### 非洲
- 库施王朝 - Malegorobar，（266年－283年）

## 逝世
- 文明皇后王元姬，晉文帝司馬昭妻（217年出生，51岁）
- 王祥
- 加里恩努斯，羅馬帝國第41任皇帝